# Laykold
Laykold ist eine Marke für den Belag eines Tennis-Hartplatzes, der auf einem Asphalt- oder Betonuntergrund aufgebracht wird.

## Aufbau
Dieser besteht aus dem Untergrund aus wasserundurchlässigem Beton oder Asphalt, einer Elastikschicht (Masters 5, Masters 8 und Masters Gel), einer Ausgleichsschicht, der texturierten Deckschicht und einer optionalen Versiegelungsschicht. Der Belag kann ohne als auch mit Elastikschicht (Laykold Cushion Plus) für eine verbesserte Dämpfung gebaut werden. Der Belag wird aus verschiedenen Materialien wie Gummi, und Acrylharz hergestellt. Laykold wird von Advanced Polymer Technology mit Sitz in Harmony, Pennsylvania, hergestellt.

## Anwendungsbereiche
Laykold-Beläge werden als Indoor- und Outdoor-Hartplatzbeläge hauptsächlich auf Tennisplätzen, aber auch auf multifunktionalen Sportplätzen oder im Fitness- und Gymnastikbereich installiert.

## Turniere

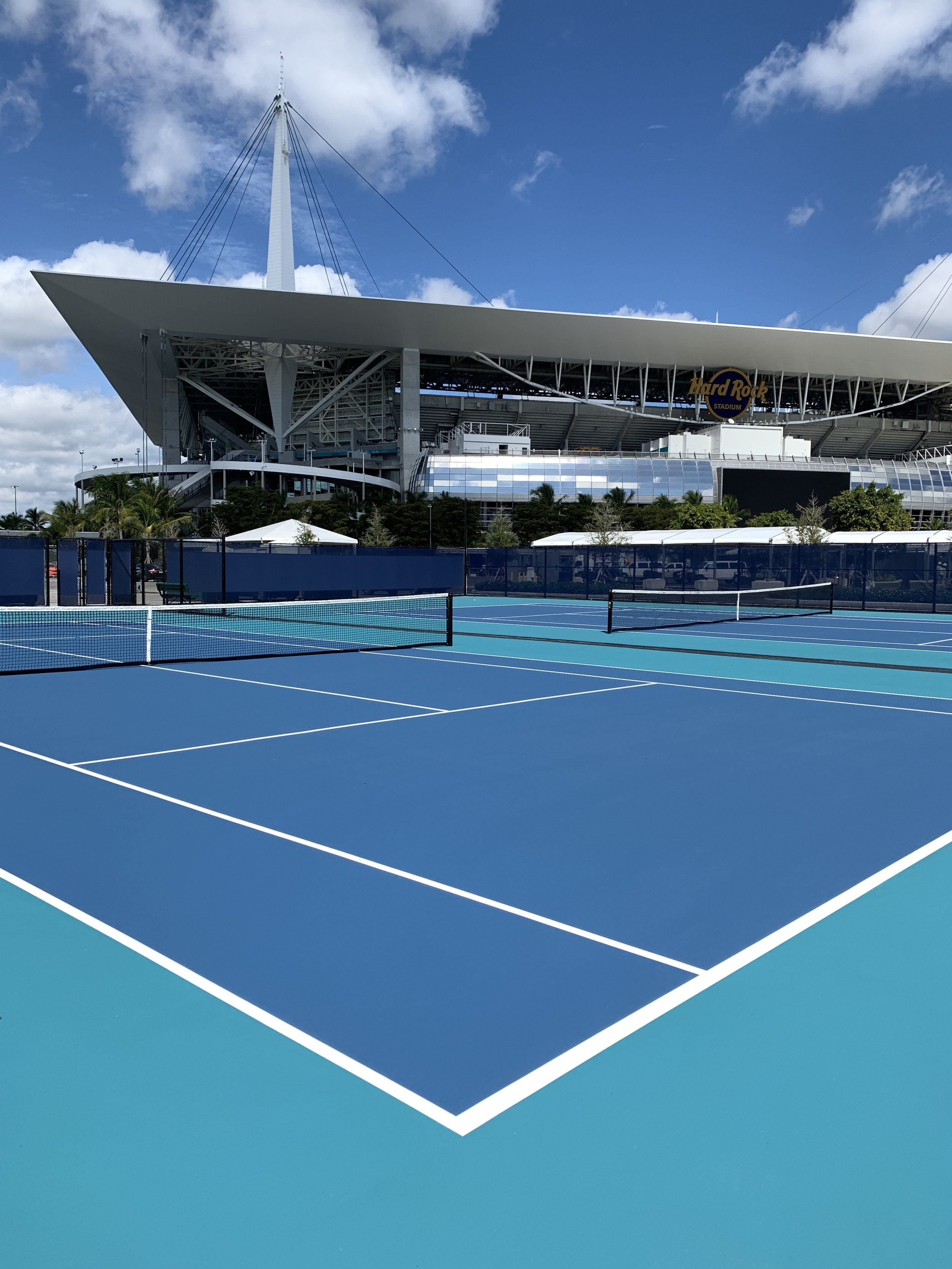
2022 neu eigefärbter Laykold-Court (Oasis Blue & Biscayne Blue) bei den Miami Open

Sieben der zwölf wichtigsten Hartplatzturniere finden auf Laykold statt, darunter die New York Open, Western & Southern Open,  Canadian Open, Dallas Open, Winston-Salem Open, Tennis in the Land (Cleveland) und Sony Open. Laykold ist seit 1984 der Bodenbelag der Miami Open und der WTA Miami Im März 2020 gab die United States Tennis Association (USTA) bekannt, dass bei den US Open ab dem Turnier 2020 mindestens fünf Jahre lang Laykold als Belag verwendet werden soll.

## Geschichte
Laykold wurde erstmals zwischen 1920 und 1930 eingesetzt. Seitdem wurde dieser Belag weltweit auf mehr als 100.000 Plätzen verwendet. Während des Tennisbooms in den 1960er und 1970er Jahren etablierte sich der Belag für Hartplatzsysteme.